# 国鉄トラ1形貨車
国鉄トラ1形貨車（こくてつトラ1がたかしゃ）は、かつて鉄道省及び1949年（昭和24年）6月1日以降は日本国有鉄道（国鉄）に在籍した無蓋貨車である。

## 概要
1927年（昭和2年）度に日本初の17トン積み二軸車としてト35000形1,000両（ト35000 - ト35999）が汽車製造、日本車輌製造、川崎造船所、新潟鐵工所、九州車輌の5社にて製造された。
その後の1928年（昭和3年）10月1日に施行された車両形式称号規程改正によりト35000形はトラ1形と改められ全車改番標記（トラ1 - トラ1000）された。トラ1形となった後にも1931年（昭和6年）度までに2,400両（トラ1001 - トラ3400）増備が上記5社にて続けられた。戦時中は鶴見臨港鉄道と南海鉄道（旧阪和電気鉄道）が買収国有化され2社が保有していた25両が本形式に編入（トラ3401 - トラ3425）された。また二車現存による改番車が4両（トラ3426 - トラ3429）ある。以上合計3,429両（トラ1 - トラ3429）が在籍した。
従来、標準型無蓋車として15トン積みのト21600形（後のトム1形）、ト24000形（後のトム5000形、トム16000形）が製作されてきたが、これらは側板を固定し、車体中央部に観音開きの鋼製開き戸を設けた形態であった。これらは、車体長の割に容積が大きく、輸送力増強に寄与したものの、側面が全開しないため、木材や車両の輸送には不適であった。これらの欠点を解決するため開発されたのが、本形式である。具体的には、陸軍から野砲の輸送を要請されたのが契機であったという。
1938年（昭和13年）から1939年（昭和14年）にかけて、陸軍の要請により18両が中国中支方面に標準軌に改軌の上送られたが、その後の消息は不明である。
本形式は、荷台に長さ2間の長尺物を直列に2個積むことができるように設計され、荷台の内法は、長さ8,130 mm、幅2,480 mm、あおり戸高さ850 mm、妻板高さ1,150 mm、床面積19.9 m2で、車体は木製である。あおり戸は片側2枚で、中央部の側柱は固定式であったが、長尺物の積載に支障したため、次級のトラ4000形では取り外し式に変更された。その他の主要諸元は、全長8,930 mm、全幅2,740 mm、容積42.3 m3、軸距4,200 mm、自重9.1 - 9.5 tである。
走り装置は一段リンク式で、最高運転速度は65 km/hである。戦後の1948年（昭和23年）4月の調査では3,205両が残存していたが、経年25年を過ぎたあたりから廃車が始まり、1968年10月1日国鉄ダイヤ改正では高速化不適格車とされ、識別のため符号「ロ」が標記された。この時点の残存車はわずか2両で、1969年（昭和44年）度に形式消滅となった。

## 形式間改造

### ウ500形
ウ500形豚積車の一部は、本形式の改造名義で製作された。1959年（昭和34年）に新津工場で25両、長野工場で25両の計50両（ウ700 - ウ749）が、1963年（昭和38年）には新津工場にて20両（ウ750 - ウ769）が製造された。

### チ1000形
1959年（昭和34年）8月8日通達 工修第1021号昭和34年度貨車整備工事改造により本形式より50両が多度津工場にて改造されチ1000形に編入（チ1050 - チ1099）された。

### セラ1形
1959年、セラ1形の改造種車となっているが、輪軸、ブレーキシリンダ、連結器等の部品を流用した程度で、台枠、ホッパ等は新製されている。

## 譲渡
1948年（昭和23年）8月に、1両（トラ3131）が高松琴平電気鉄道に譲渡され、13000形（1310）となった。当車は車軸を交換して標準軌に改軌されている。11000形同様に電車用の制御車とされる計画があったが、部品不足により延期となり、そのまま立ち消えとなった。当車は、2021年（令和3年）時点も車籍を保持したまま仏生山駅構内に留置されている。
1948年（昭和23年）に、3両（車番不明）が名古屋鉄道に譲渡され、トラ11000形（トラ11001 - トラ11003）となった。3両とも日本車輛製造の私有車で国鉄直通車であった。1966年（昭和41年）に廃車された。
1950年（昭和25年）12月26日および1953年（昭和28年）9月に、4両（トラ775, トラ1478, トラ1995, トラ2272）が三井芦別鉄道に譲渡され、トラ1形（トラ1 - トラ4）となった。1964年（昭和39年）10月に、トラ1, トラ2, トラ4は廃車された。
1961年（昭和36年）に、3両（トラ349, トラ1017, トラ1335）が倉敷市交通局（現在の水島臨海鉄道）に譲渡され、トラ71形（トラ73 - トラ75）になった。

## 同形車

### 鶴見臨港鉄道トラ1001形
トラ1001形は、鶴見臨港鉄道が1928年（昭和3年）11月から1929年（昭和4年）2月にかけて、10両（トラ1001 - トラ1010）を日本車輌製造支店で製造した同形車である。1943年（昭和18年）7月1日の戦時買収により国有化され、トラ1形（トラ3401 - トラ3410）に改称された。

### 阪和電気鉄道トラ900形
トラ900形は、阪和電気鉄道が日本車輌製造で15両を製造した同形車である。1931年に5両（トラ901 - トラ905）、1934年（昭和9年）に10両（トラ906 - トラ915）が落成した。1944年（昭和19年）5月1日の戦時買収にともない国有化され、本形式のトラ3411 - トラ3425に改称された。